# Rafał Jan Łepkowski
Rafał Jan Łepkowski (ur. 27 maja 1903 w Czaszynie, zm. 1991 w Waszyngtonie) – polski dyplomata.
W Wojsku Polskim został awansowany na stopień podporucznika rezerwy kawalerii ze starszeństwem z dniem z 1 stycznia 1935.
W okresie II Rzeczypospolitej wstąpił do służby zagranicznej. Był pracownikiem kontraktowym Konsulatu RP w Hamburgu od 15 maja 1928 do 30 listopada 1929, a następnie Konsulatu Generalnego RP w Królewcu od 1 grudnia 1929 do 31 grudnia 1932. Od 1 stycznia 1933 do 31 stycznia 1934 pracował w centrali MSZ w Warszawie. Od 1 lutego 1935 był attaché konsularnym w Konsulacie Generalnym RP w Chicago. Później przeszedł do pracy w ambasadzie RP w Waszyngtonie, gdzie od 1 marca 1938 był attaché ambasady, II sekretarzem ambasady od 1 września 1937. W 1945 pełnił stanowisko I sekretarza tej placówki
Został odznaczony Krzyżem Oficerskim Orderu Odrodzenia Polski.